# 米爾敦 (特拉華州)
米爾敦（英語：Milltown）是位於美國特拉華州紐卡斯爾縣的一個非建制地區。該地的面積和人口皆未知。

## 地理
米爾敦的座標為39°43′51″N 75°39′58″W / 39.73083°N 75.66611°W，而該地的平均海拔高度為37米（即121英尺）。